# Isradypina
Isradypina (łac. isradipinum) – wielofunkcyjny organiczny związek chemiczny z grupy pirydyn, stosowany jako lek o działaniu blokującym wolne kanały wapniowe w leczeniu nadciśnienia tętniczego. Jest związkiem chiralnym, produkt farmaceutyczny jest mieszaniną racemiczną obu enancjomerów.

## Mechanizm działania
Isradypina jest antagonistą kanału wapniowego działającym na wolne kanały wapniowe, którego maksymalny efekt następuje po 2 godzinach, w przypadku preparatu o przedłużonym działaniu po 5–7 godzinach od podania.

## Zastosowanie
- nadciśnienie tętnicze[5]

W 2015 roku isradypina była dopuszczona do obrotu w Polsce jako preparat prosty o przedłużonym działaniu.

## Działania niepożądane
Isradypina może powodować następujące działania niepożądane, które zwykle występują na początku leczenia:
- ból głowy
- zawroty głowy
- zaczerwienienie twarzy
- tachykardia
- kołatanie serca
- hipotensja
- zwiększenie masy ciała
- obrzęki obwodowe
- uczucie zmęczenia
- duszność
- wielomocz
- nadwrażliwość skórna